# 弱鱗小海魴
弱鱗小海魴為輻鰭魚綱海魴目甲眼的鯛科的其中一種，分布於西印度洋區的莫三比克及南非、西南太平洋的紐西蘭海域，棲息深度330-700公尺，體長可達16公分，棲息在泥底質海域。